# Cultura indígena do Brasil
A cultura indígena do Brasil consiste no conjunto de representações materiais e imateriais dos diferentes grupos étnicos que representam os ameríndios que viveram ou vivem no Brasil. Não existe uma cultura indígena unificada, pois cada povo ao longo de milênios construiu maneiras próprias de compreender e se relacionar com o mundo que se expressam de diversas formas. Os povos indígenas de cada regiões do Brasil tem suas culturas diferentes, estilos de vidas diferentes.
A colonização do território brasileiro pelos portugueses iniciada no século XVI resultou em um grande processo de destruição física e aculturação. As primeiras descrições dos povos indígenas foram produzidas pelos colonizadores, o que resultou em relatos limitados. Além dos registros quinhentistas e seiscentistas, também existem peças artísticas, músicas, linguas e tradições culturais que sobreviveram até os dias atuais. Apenas uma pequena parte das nações indígenas originais sobreviveu. A cultura indígena foi também parcialmente eliminada pela ação da catequese e intensa miscigenação com outras etnias. Atualmente, apenas algumas poucas nações indígenas ainda existem e conseguem manter parte da sua cultura original.
Apesar disso, a cultura e os conhecimentos dos indígenas influenciam em parte a língua, a culinária e o folclore brasileiros. O português brasileiro possui diversos termos de origem indígena, especialmente derivados do tupi. De maneira geral, nomes de origem indígena são frequentes na designação de animais e plantas nativos, além de serem muito frequentes na toponímia por todo o território. A influência indígena é também forte no folclore brasileiro, povoado de seres fantásticos como o curupira, o saci-pererê, o boitatá e a iara, entre outros. Na culinária brasileira, a mandioca, a erva-mate, o açaí, a jabuticaba, inúmeros pescados e outros frutos da terra, além de pratos como os pirões, entraram na alimentação brasileira por influência da culinária indígena. Essa influência se faz mais forte em certas regiões do país, em que esses grupos conseguiram se manter mais distantes da ação colonizadora, principalmente em porções da Região Norte.

## Entendimento sobre cultura indígena

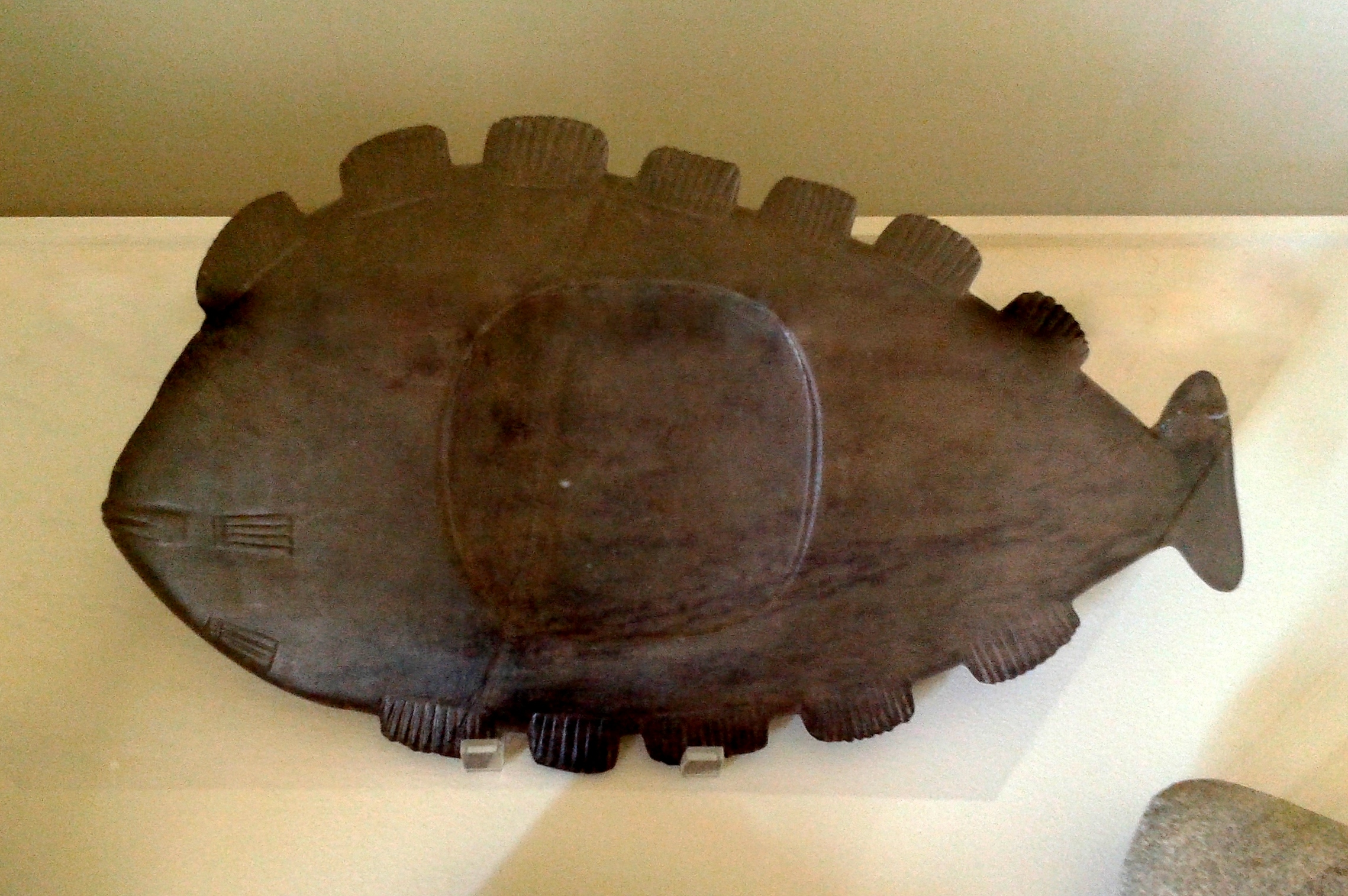
Peça de pedra polida em forma de peixe da cultura Sambaqui

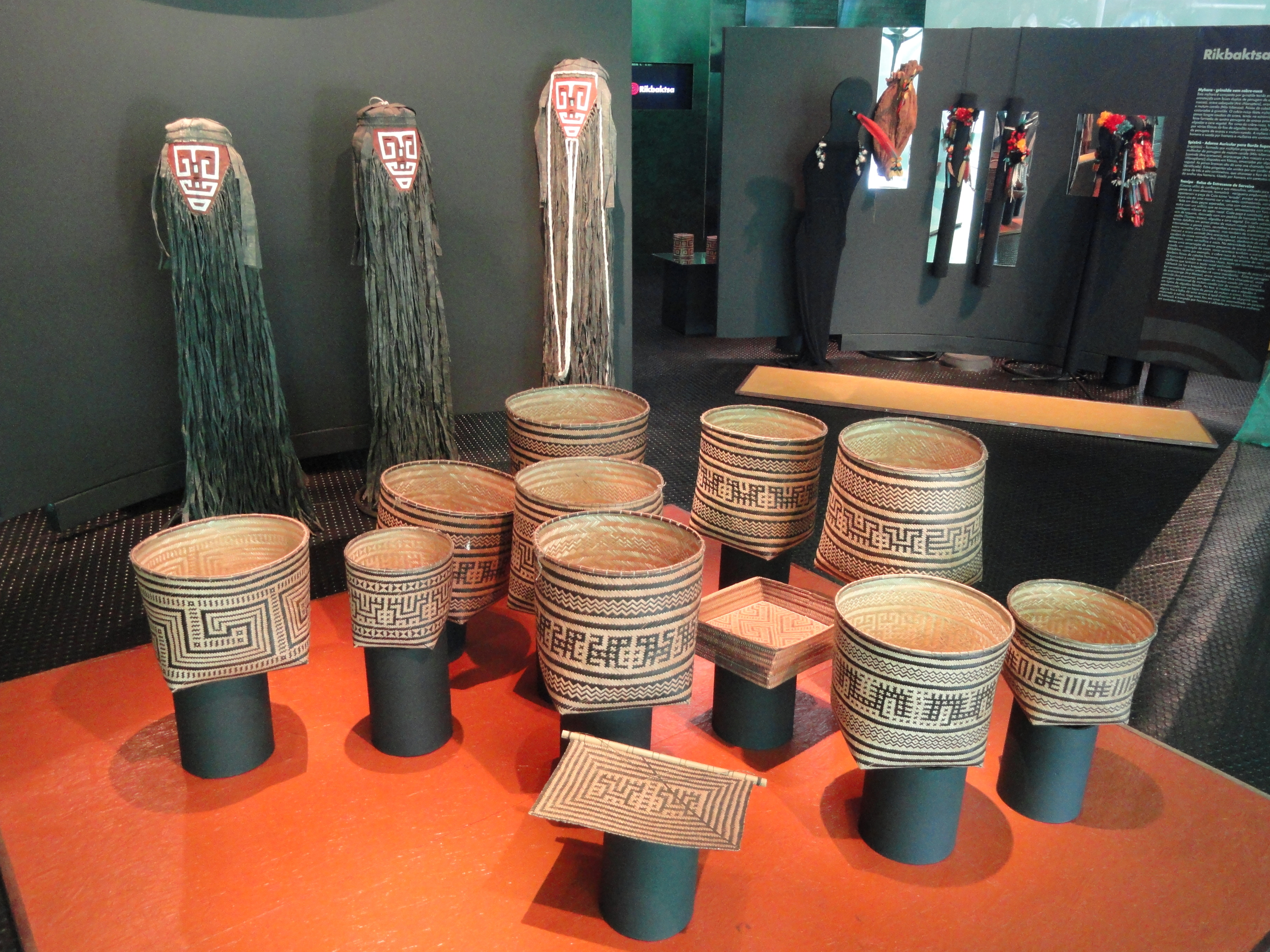
Vestes cerimoniais e cestaria dos aparai. Memorial dos Povos Indígenas

A cultura indígena no Brasil era e é heterogênea. Cada povo ao longo de milênios desenvolveu modos próprios de compreender e de se relacionar com o mundo por meio de tradições religiosas, artesanato, músicas, hábitos sociais e festejos peculiares, entre outros aspectos. Cada povo indígena é único e existe uma grande diversidade entre os diferentes grupos étnicos, um exemplo disso é a diferença linguística que existe entre os idiomas macuxi e a ingaricó (ambas do ramo linguístico karib).
As descrições quinhentistas e seiscentistas sobre o modo de vida dos indígenas brasileiros foram feitas pelos colonizadores, seus relatos tratam em geral dos povos tupis, e são limitados em muitos aspectos. Sendo culturas que nunca haviam entrado em contato, houve muita incompreensão e imprecisão de parte dos primeiros observadores. Até onde se sabe, viviam uma vida basicamente de caçadores-coletores nômades, com uma cultura material reduzida a armas e ferramentas — sobrevivendo grande acervo de pontas de flecha e lança, machados e outros artefatos em pedra lascada e osso — formas de sepultamento e apetrechos pessoais, incluindo adornos corporais com conchas, pedras, sementes, etc. Aos poucos aparecem objetos em pedra polida de progressiva sofisticação, registros rupestres e logo artefatos em cerâmica e pedra esculpida (estes, raros), além de evidências de práticas agrícolas, indicando algum grau de sedentarização, definindo o modelo abaixo descrito, que corresponde, numa grande generalização, à provável realidade dos indígenas brasileiros no século XVI. Mas esta evolução não foi linear, e os diferentes povos foram encontrados pelos colonizadores vivendo variadas formas de cultura, uma diversidade que perdura até hoje e continua em transformação. Nenhuma das atuais etnias do Brasil ainda conserva sua cultura como era no tempo do Descobrimento. A despeito dessas diferenças, há também características básicas comuns.
O Portal Brasil, com dados do Censo de 2010, indica que ainda vivem no país mais de 300 etnias, que falam mais de 270 línguas, mas esses números variam conforme os critérios utilizados. O Ministério da Justiça, por exemplo, apontava cerca de 218 etnias e 180 línguas em 2007.
Mesmo que muito já tenha sido perdido, a cultura material e imaterial dos povos indígenas brasileiros que sobrevive até o presente é riquíssima em conjunto, embora possa variar muito entre os casos individuais. Algumas culturas se caracterizam pela grande fartura de apetrechos e objetos decorados, organizam ritos suntuosos, apreciam generosa pintura corporal; outras são mais adeptas da simplicidade visual, mas podem desenvolver por exemplo grandes habilidades musicais, ter substantiva tradição oral e falar linguagens sutis e sofisticadas. Entre as especialidades que cultivaram se destacam a música, a dança, a cerâmica, a tecelagem, a cestaria, a pintura corporal e a arte plumária. Essa produção tinha papel central na vida das tribos, sendo o veículo de ideias, conceitos religiosos e símbolos coletivos, além de servir como expressão de beleza e habilidade. De fato, os melhores criadores eram prestigiados.

## Cultura material

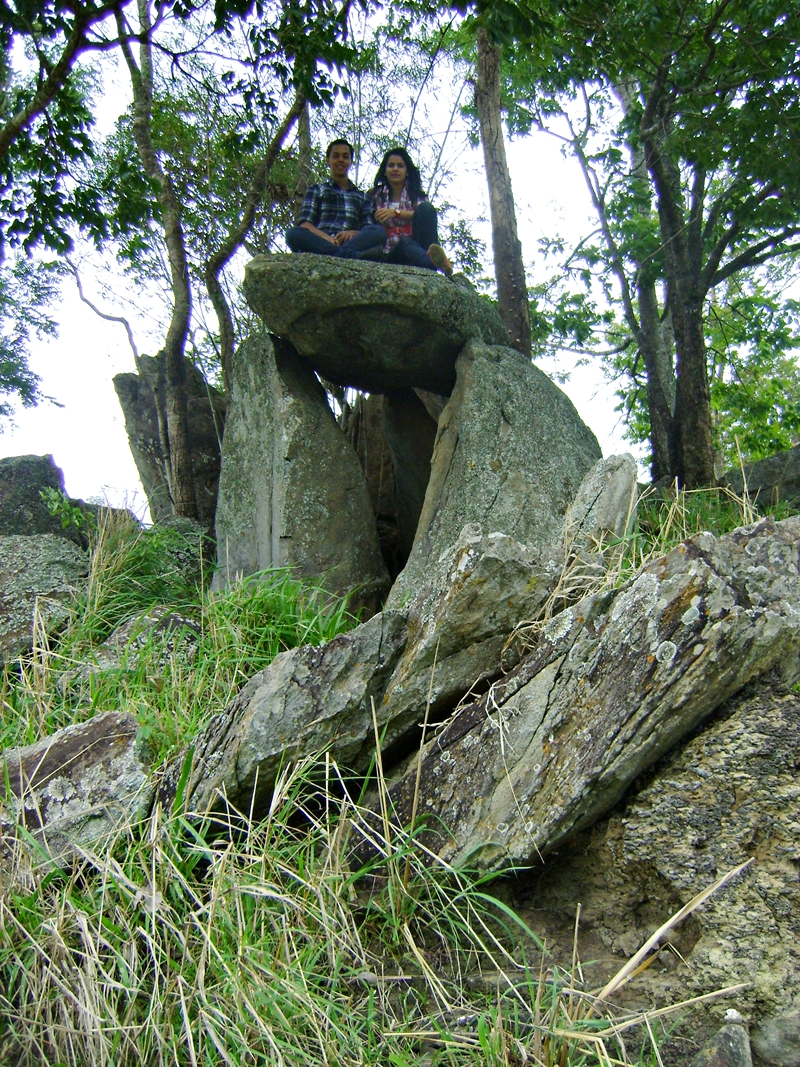
Dólmen em Anicuns, Goiás

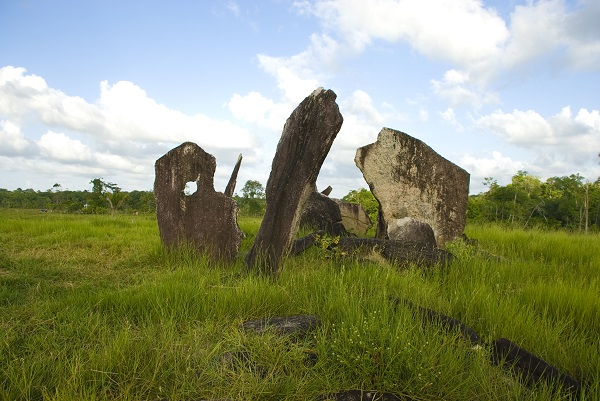
Megálitos no Parque Arqueológico do Solstício.

O modelo generalista de cultura acima descrito, que define tipicamente uma sociedade pré-histórica inteiramente silvícola e seminômade, é o que por muito tempo foi considerado o padrão comum a todas as culturas autóctones do território brasileiro. Nas últimas décadas, no entanto, uma série de pesquisas vem acumulando evidências de que este modelo não foi o único desenvolvido pelos povos nativos em tempos mais recuados. Várias tradições e lendas têm circulado há séculos sobre supostas "civilizações" ou "cidades perdidas" na Amazônia e outras regiões brasileiras, trazendo relatos sobre hieróglifos misteriosos gravados em pedras, megálitos, artefatos tecnológicos, pirâmides e estruturas urbanas.
Tornaram-se notórios, por exemplo, os casos das "pedras de moinho" de quase 5 m de diâmetro e perfeitamente circulares descritas na serra da Copaoba, na Paraíba, pelo polímata Kaspar Barlaeus, da corte do conquistador Maurício de Nassau; o do "menir" instalado sobre uma enorme pedra esférica descrito no século XIX por Adauto Ramos, do IHGB, e depois destruído; o do "Eldorado amazônico", um reino fabuloso de riqueza e abundância inimagináveis, e o da "cidade antiquíssima" alegadamente descoberta em 1753 por bandeirantes que procuravam as lendárias minas de Muribeca, mas que nunca foi reencontrada apesar de muitas buscas. De acordo com o relatório que descreve o local, o famoso Manuscrito 512 resgatado em 1839 na Real Livraria Pública da Corte, a cidade, que parecia abandonada, era grande e organizada. Entrava-se nela por um arco triunfal que continha inscrições, e tinha casario regular de alvenaria cercando uma praça quadrada onde havia vários monumentos, incluindo uma "collumna de pedra preta de grandeza extraordinária, e sobre ella huma Estatua de homem ordinário, com huma mao na ilharga esquerda, e o braço direito estendido, mostrando com o dedo index ao Polo do Norte; em cada canto da dita Praça está uma Agulha, a imitação das que uzavão os romanos, mas algumas já maltratados, e partidos como feridas de alguns raios".
Se uma parte desse folclore pode ser reflexos distantes e distorcidos de povos civilizados pré-cabralinos reais, deixados na memória coletiva de outros povos que depois os transmitiram aos brancos, a maior parte desses relatos é especulação, fantasia, fraude ou má interpretação de elementos naturais.
No entanto, nem tudo é engano e invenção, e evidências estudadas com metodologia científica atual apoiam antigas tradições orais, mostrando que de fato floresceram culturas material e tecnologicamente mais estruturadas no Brasil. A cerâmica das culturas Santarém e Marajó, conhecida e apreciada há bastante tempo, é significativamente mais complexa e tecnicamente avançada do que a da vasta maioria dos outros povos brasileiros, parecendo relacionar-se à de culturas urbanizadas da Mesoamérica e da costa sul-americana do Pacífico, embora pouco se saiba sobre suas sociedades.
Menires, dólmens e alinhamentos de pedras apontando para a posição em que o Sol nasce no solstício do inverno foram descobertos em Roraima, Goiás, Maranhão e Piauí, Paraná e Santa Catarina. Tornaram-se bem conhecidos os megálitos do Parque Arqueológico do Solstício no município de Calçoene, no Amapá, datados com cerca de 2 mil anos que, se presume, eram utilizados para observações astronômicas.
Mais relevantes são as centenas de geoglifos que vêm sendo descobertos em toda a Bacia Amazônia depois do desenvolvimento recente de novas tecnologias para mapeamento aéreo e por satélite, incluindo áreas fora do Brasil, mas concentrados nos estados brasileiros do Acre, Rondônia e Amazonas, numa faixa com uma extensão de cerca de 1.800 km. Os geoglifos são diferenças detectadas no nível do terreno, de grandes dimensões e formas geométricas regulares, que evidenciam a antiga existência de alterações feitas pelo homem na paisagem através de obras de terraplenagem, escavação ou construção, constituindo vestígios de estruturas como canais, diques, estradas, cultivos agrícolas organizados, arruamentos, alicerces de edifícios urbanos, cemitérios, santuários, etc.
As estruturas geoglíficas encontradas no Brasil são às vezes monumentais, indicando a existência de algumas sociedades muito avançadas. Tradições da região recolhidas no século XVIII diziam que estas áreas haviam sido densamente povoadas no passado. Escavações em diversos sítios têm trazido à luz cerâmicas, ex-votos e outros artefatos com acentuada diversificação estilística de lugar para lugar, o que aponta para povos que tinham uma tradição construtiva em comum mas haviam desenvolvido identidades separadas. Este campo de pesquisa é recente e ainda há pouca informação sobre o funcionamento detalhado dessas sociedades, mas segundo Souza et alii, pela quantidade e amplitude das obras pode-se pensar em sociedades organizadas em nível regional e não somente local, muito estruturadas, hierarquizadas e estáveis, com alta densidade populacional. Grandes construtores, com capacidade de planejamento a longo prazo, viviam em grandes vilas fortificadas com paliçadas e fossos, situadas sobre montes artificiais, às vezes com vários círculos concêntricos de defesas, interligadas por uma rede de estradas. Sua estrutura básica geralmente reflete os atuais aldeamentos indígenas do Xingu, mas em uma escala muito ampliada. Alguns desses povos aparentemente viviam principalmente da agricultura, e outros viviam principalmente do manejo planejado dos recursos florestais nativos combinado ao cultivo de espécies arbóreas selecionadas. Há evidências de extensa e duradoura domesticação do ambiente nas áreas com geoglifos.
Até 2023, 961 sítios com geoglifos foram descobertos na Amazõnia, datados de c. 500 a c. 1500 d.C., com um pico de ocupação nos sítios entre os anos de 1250 e 1500. Nesta época podem ter vivido até 10 milhões de pessoas na Amazônia, e o desaparecimento dessas sociedades altamente organizadas foi atribuído à chegada dos europeus. Eles se distribuem por toda a Amazônia, mas de forma muito irregular, com áreas de alta concentração e outras (a grande maioria) onde nenhum foi achado. Segundo estimativa de Paripato et alii, pode-se esperar encontrar de 10 a 20 mil outros sítios semelhantes. Segundo a arqueóloga Carolina Levis, da Universidade Federal de Santa Catarina, "há algum tempo, os ecologistas viam a Amazônia como uma vasta floresta intocada, mas agora, combinando vários tipos de vestígios, podemos ver que muitas áreas que hoje são florestas densas já foram antigamente submetidas a extensas obras de engenharia e ao cultivo e domesticação de plantas por sociedades pré-colombianas, dominando técnicas sofisticadas de manejo de terras e plantas, que, em alguns casos, ainda estão presentes no conhecimento e práticas das comunidades atuais".

## Arte indígena

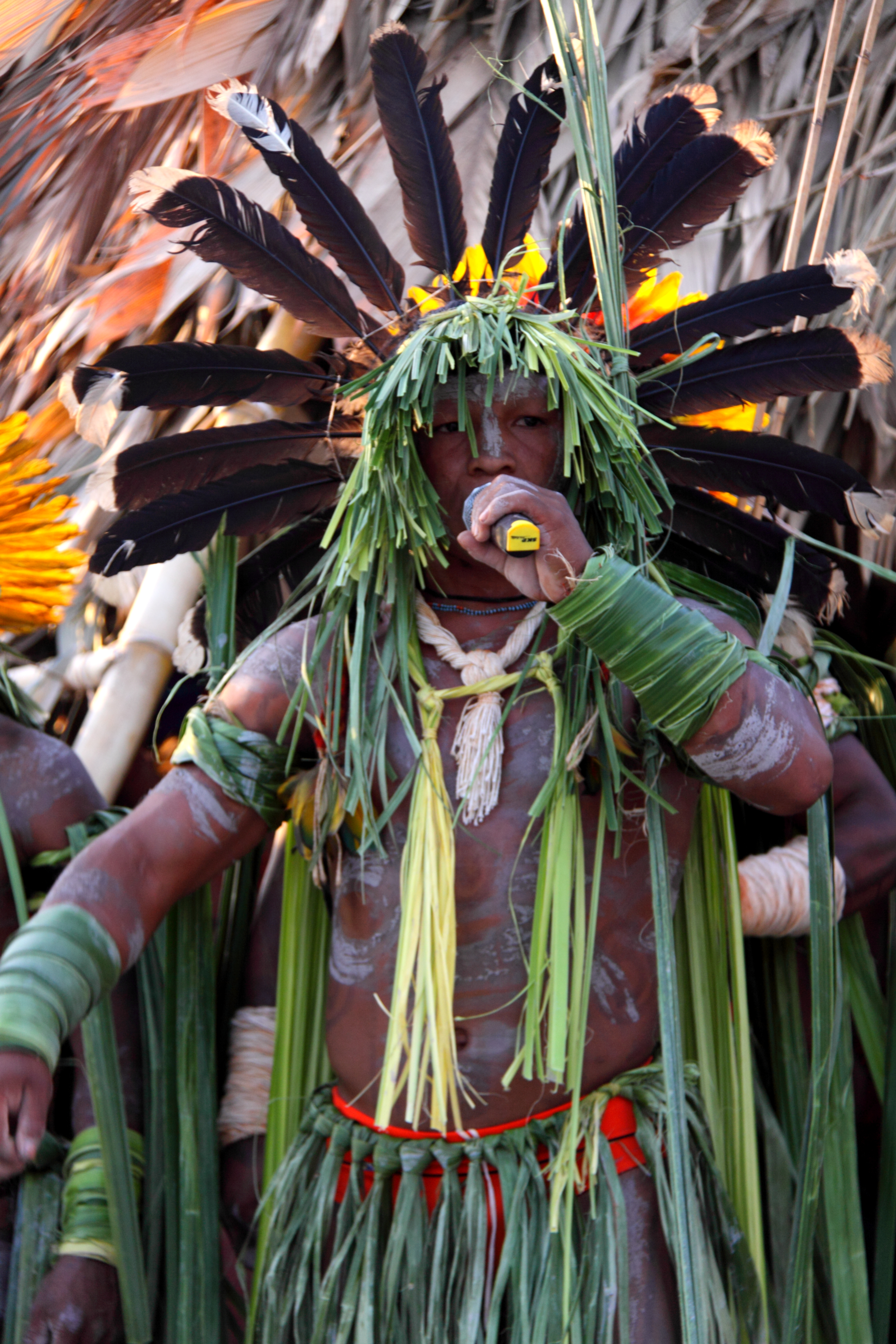
Enáuenê-nauê tocando um instrumento de sopro e ostentando completa ornamentação corporal

As principais formas de arte dos povos nativos do Brasil são artes plumárias, pinturas corporáis, músicas, danças, artesanatos, entre outras coisas. Contudo, é preciso advertir que os indígenas não possuem um conceito de "arte" como o ocidental, considerando-a uma atividade autônoma; suas atividades criativas eram e são integradas às funções cotidianas e sua "arte" em essência utilitária, em grande medida se confundindo com o artesanato folclórico pelas suas características tradicionalistas, passadas de geração em geração. Esta distinção, que já foi muito usada para desqualificá-la, se tornou, porém, ultrapassada, em vista do amplo reconhecimento atual da cultura indígena material e imaterial como arte efetivamente pelos próprios ocidentais, com riqueza de funções e significados, qualidade estética e níveis de complexidade equiparáveis aos da tradição do ocidente, e muitos museus em todo o mundo possuem preciosas coleções de artefatos indígenas.
A música tinha grande destaque entre as artes, sua origem era tida como divina, sendo recebida através de sonhos. Para eles o som tinha poderes mágicos, estando na base da estruturação do cosmos e sendo poderoso instrumento de intervenção deliberada no mundo físico, como por exemplo produzindo curas. Praticamente não se produzia música que não tivesse alguma associação com o sagrado, estando presente em toda parte, especialmente nos grandes festejos, quando era praticada coletivamente. As cantorias e declamações rituais, que recontavam histórias da tradição, descreviam sonhos proféticos, invocavam espíritos e produziam curas e visões, "cumprem também um papel fisiológico na própria constituição dos estados psíquicos, atualizando a experiência dos eventos míticos", como descreveu a antropóloga Deise Montardo. A música também incluía canções de amor e saudade, podendo ser impregnadas de intenso lirismo poético. José Miguel Wisnik analisou esta importância dizendo que "cantar em conjunto, afinar as vozes, significa entrar em acordo profundo e não visível sobre a intimidade da matéria", produzindo uma identificação e afirmação comunitária contra o mar de sons do mundo manifesto. Segundo Adriane Salik,
"Nos mitos estavam refletidas questões da origem do seu povo, modo de proceder na vida e sentido de existência, as quais estão intrinsecamente relacionadas com as sonoridades musicais. É a música que estabelece a conexão mito e cosmologia com as artes do corpo: a dança, a plumária e a ornamentação, sendo portadora de sentido, estabelecendo, por conseguinte, uma ponte entre mito e rito.... funcionando como uma 'máquina de transformar verbo em corpo' como diz Menezes Bastos".
Por esses poucos exemplos se percebe a forte importância da arte em suas culturas. Historicamente, não havia entre os povos indígenas a figura do "artista"; todos eram hábeis em várias formas de arte. Uma dedicação especializada e exclusiva, típica da sociedade ocidental, era visto como sintoma de um desequilíbrio espiritual ou uma obsessão, pois as atividades vitais deviam ser distribuídas equilibradamente e a produção de objetos simbólicos, que compunham grande parte de sua cultura material, estava sob a influência de poderes espirituais, e devia ser restrita a ocasiões ritualizadas. O próprio processamento das matérias-primas usadas para a confecção dos artefatos era carregado de ritualidade e sujeito a leis precisas, que variavam entre cada tribo. Para os palicures, por exemplo, as penas vermelhas das araras são assentos de espíritos protetores, por isso usadas em adornos corpóreos, objetos e espaços a fim de afugentar influências malignas. Entre os uaianas, a tintura do arumã é a matéria-prima mais carregada de simbolismo, já que a constituição da planta é comparada à dos seres humanos. O grande cocar caiapó chamado krokrok ti simboliza a própria aldeia. No centro vão penas azuis que representam a praça, o local masculino e público por excelência, em torno são enfileiradas penas vermelhas, simbolizando o mundo feminino e doméstico. Penugens brancas de acabamento representam a floresta. Muitos povos e clãs desenvolveram uma série de padrões geométricos, transmitidos tradicionalmente em cestaria, cerâmica, pintura corporal e tecelagem, que se tornaram marca registrada de cada grupo, possuindo também significados e preservando conhecimentos matemáticos.

## Influência na cultura brasileira

### Linguística
Algumas palavras do português brasileiro possuem influência indígena. Por exemplo: nomes de pessoas e lugares, como Curitiba, Piauí, Ubirajara e Iracema e nomes de plantas ou animais como caju, jacaré, abacaxi, tatu. O número de vocábulos tupis incorporados ao português do Brasil é alto, alcançando, segundo estimativas, o número de 20 mil palavras.
O estado do Amazonas, considerado o mais indígena do país, possui 53 línguas indígenas faladas em seu território de acordo com dados do Censo de 2010. Dessas, 16 são línguas oficiais do estado junto com o português desde julho de 2023. As linguas são as seguintes: Apurinã, Baniwa, Dessana, Kanamari, Marubo, Matis, Matses, Mawe, Mura, Nheengatu, Tariana, Tikuna, Tukano, Waiwai, Waimiri e Yanomami. Atualmente os municípios de Santo Antônio do Içá, São Gabriel da Cachoeira (ambos no Amazonas), Porto Seguro (Bahia), Monsenhor Tabosa (Ceará), Barra do Corda (Maranhão), Rondonópolis (Mato Grosso), Tacuru, Miranda (ambos no Mato Grosso do Sul), São Félix do Xingu (Pará), Bonfim (Roraima) e Tocantínia (Tocantins) possuem idiomas indígenas como línguas oficiais.
Em âmbito nacional, atualmente está em tramitação no congresso um projeto de lei apresentado pelo deputado federal Dagoberto Nogueira para instituir a cooficialização de idiomas indigenas em todos os municípios brasileiros que possuirem comunidades indígenas. O projeto foi apresentado em maio de 2019 e tramita em caráter conclusivo (dispensando a necessidade de passar pelo plenário das casas legislativas), o que permitiu o projeto ser enviado para o Senado, onde ainda aguarda apreciação, após ser aprovado pela Comissão de Constituição e Justiça da Câmara dos Deputados em julho de 2022.

### Culinária

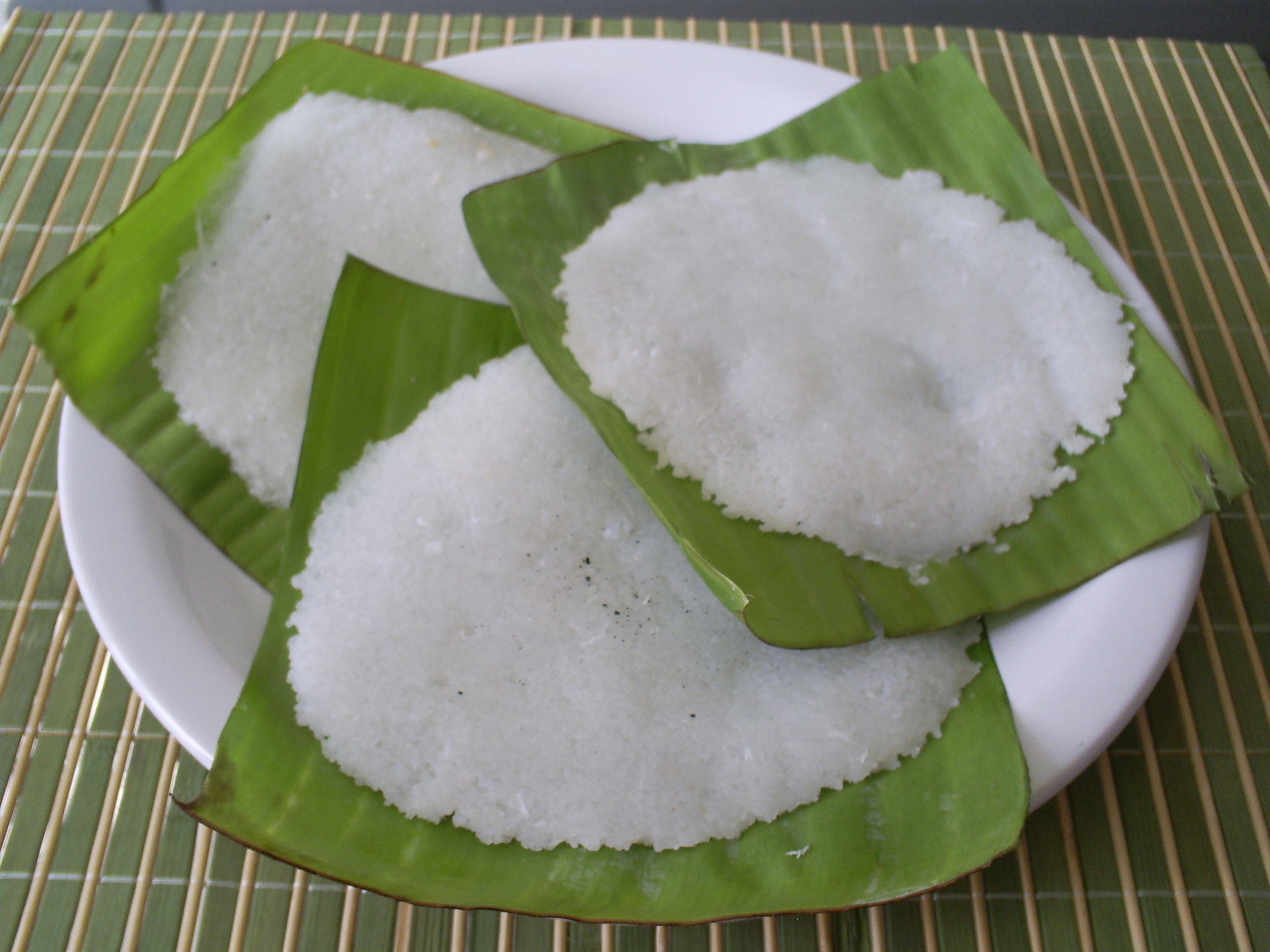
Beiju servido sobre folhas de bananeira

Os indígenas deixaram forte herança na culinária brasileira, com pratos à base de mandioca e milho, tais como a pamonha e o beiju, e também com o guaraná, palmito, batata-doce, cará, pinhão, cacau, amendoim, caruru, serralha, mamão, araçá e caju, embora haja dezenas de outros hoje pouco comuns ou de conhecimento apenas regional, como o abajeru, apé, araticum, azamboa, bacaba, bacupari, camboim, cambucá, curuanha, curuiri, guti, grumixama, guapuronga, mocurí, mundururu, murici, ubucaba e umari. Outros vegetais introduzidos pelos indígenas foram fibras como o algodão, o tucum, gramíneas, bambus e o guaratá bravo para fabrico de tecidos, ornamentos e cestaria; para fazer vassouras, a piaçava; gêneros de abóboras para produzir cabaças, usadas para armazenar água ou farinha. Dos alimentos derivados de animais, destacam-se os de tartarugas e seus ovos, como o arabu, o abunã, o mujanguê e o paxicá; de peixes, como a paçoca e o moquém (também podem ser de outros animais), o piracuí, a moqueca e a mixira.